# 인문사회 석사

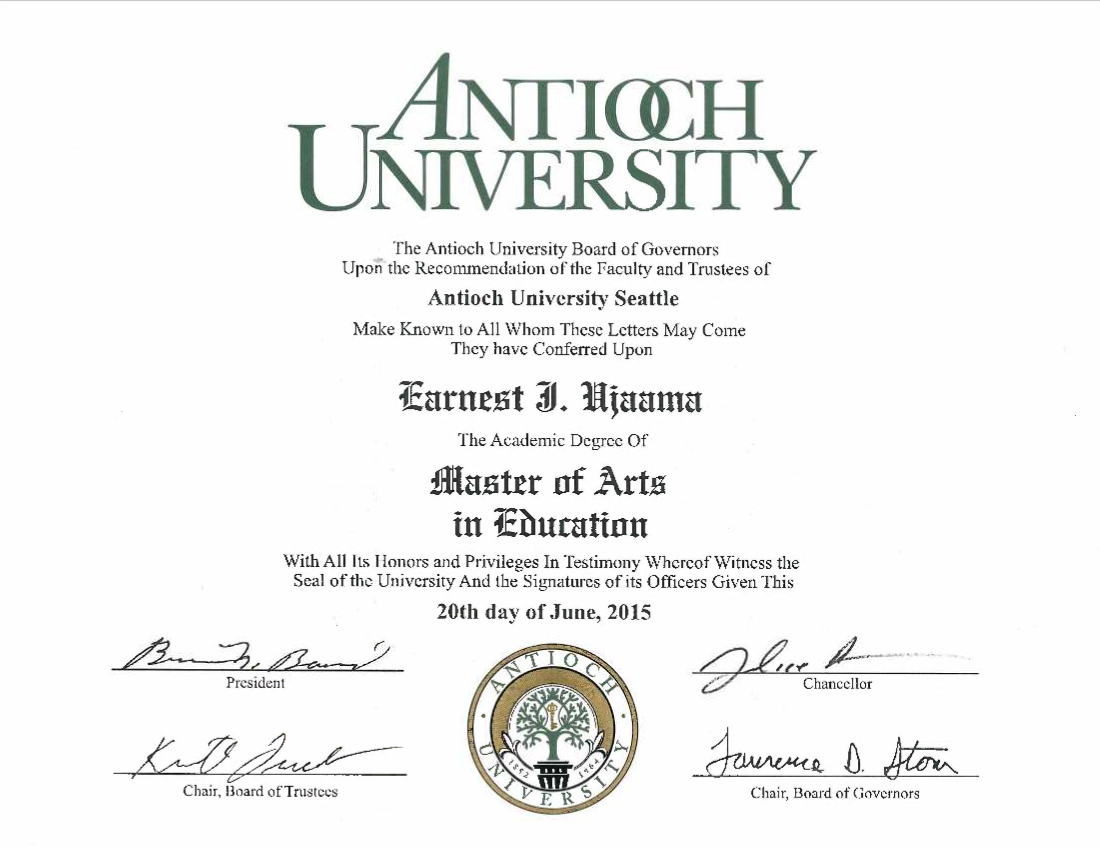
안티오크 대학교 교육학 석사 학위

인문사회 석사 (영어: Master of Arts. 라틴어: Magister Artium 또는 Artium Magister, 약어로 MA 또는 AM)는 많은 국가의 대학에서 수여하는 석사 학위 소지자이다. 학위는 일반적으로 과학 석사 학위와 대조된다. 학위를 취득한 사람들은 일반적으로 역사학, 문학, 언어, 언어학, 공공 행정, 정치과학, 커뮤니케이션 연구, 법학 또는 외교학과 같은 인문학 및 사회 과학 범위 내에서 과목을 공부했다. 그러나 대학마다 관례가 다르며 자연과학과 수학에서 일반적으로 고려되는 분야에 대한 학위를 제공할 수도 있다. 학위는 과정을 이수하고 시험, 연구에 합격하거나 이 둘을 결합하여 수여될 수 있다.
예술 석사 학위는 해당 전공의 대학원 교사(graduate teacher)인 "마스터(master)"를 양성하기 위해 고안된 파리 대학의 교직 자격증(Licentia docendi)에서 유래되었다.
대한민국에서는 인문사회 석사, 문학 석사 등으로 번역한다.

## 같이 보기
- 과학 석사
- 경영학 전문석사
- 석사 학위
- 법학 전문석사